# Michael Langley

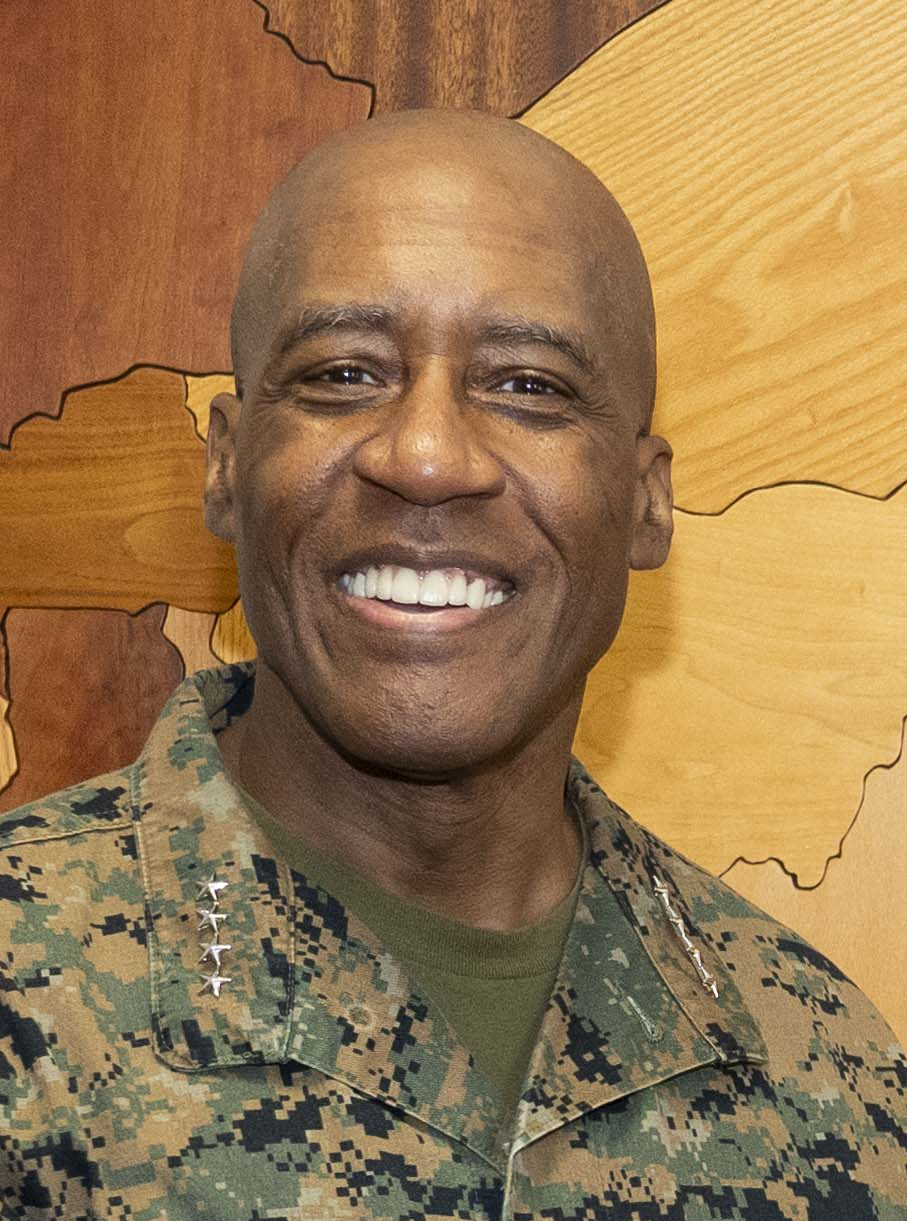
Langley en 2025

Michael E. Langley (n. Shreveport, Luisiana, EE. UU.; 1961/62) es un militar estadounidense y el primer general de cuatro de estrellas de origen afroestadounidense en la historia del Cuerpo de Marines. Es comandante del United States Africa Command (AFRICOM) desde agosto de 2022.

## Biografía
Nació en Shreveport (Luisiana) en 1961 o 1962 y se graduó en la Universidad de Texas en Arlington. A lo largo de su carrera en el Cuerpo de Marines, sirvió en las Operaciones Enduring Freedom (Afganistán) y Restore Hope (Somalia). fue comandante del Marine Forces Northern Command y del Fleet Marine Force, Atlantic. Nominado por el presidente Joe Biden, Langley recibió el acenso a general de cuatro estrellas en agosto de 2022; asumió como comandante del United States Africa Command (AFRICOM).